# Ducado de Aveiro

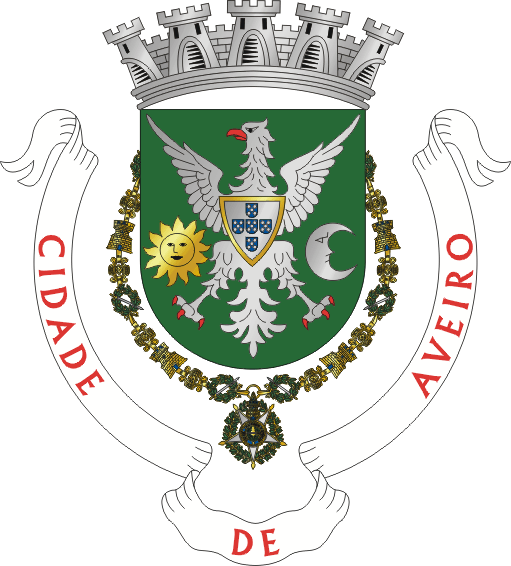
Escudo de la ciudad de Aveiro, en Portugal, de donde toma el nombre el ducado de Aveiro.

Duque de Aveiro es un título asociado a la Casa Real Portuguesa (creado en fecha dudosa, pero en cualquier caso antes de 1535 o por Juan III, o más probablemente por su padre Manuel I, que era quien deseaba eliminar el recuerdo del infante Don Pedro, duque de Coímbra, abuelo materno de Juan II, por ser hijo de una dama de la familia Braganza) a favor de Juan de Lencastre, hijo y sucesor del segundo Duque de Coímbra, Jorge de Lencastre, hijo natural de Juan II. Al no renovar el título de Coímbra Juan III, puso así en uso el de Aveiro en esa familia con la baronía del Príncipe Perfecto. 
1. Juan de Lencastre (1501 — 22 de agosto de 1571), hijo de Jorge de Lencastre segundo Duque de Coímbra (y por tanto nieto ilegítimo de Juan II) y de Beatriz de Villena, dama de la familia de Braganza; se casó con Juliana de Lara, de la familia de Vila Real.
2. Jorge de Lancastre (1548 — Alcácer Quibir, 4 de agosto de 1578), casado con Magdalena Téllez Girón, dama castellana.
3. Juliana de Lencastre (1560-1636), hija heredera y sucesora del anterior, señora de la Casa de Aveiro, obligada por sentencia judicial y decisión del rey Felipe I a casarse con su tío paterno Álvaro para que la baronía Lencastre permaneciese en el ducado tras morir su padre en la batalla de Alcácer Quibir. Fue señora de la Casa de Aveiro junto a Álvaro de Lencastre (1540-1626) tras su matrimonio.
4. Ramón de Lencastre (1620 — 6 de octubre de 1666), nieto de los anteriores, hijo del primer duque de Torres Novas, casado con la princesa Luisa Clara de Ligne. Luisa era hermana del príncipe Carlos José de Ligne, casado con Mariana Luisa Francisca de Sousa Tavares Mascarenhas e Silva, segunda Marquesa de Arronches, padres de Luisa Casimira de Sousa Tavares Nassau e Ligne, primera Duquesa de Lafões.
5. Pedro de Lencastre (1608 — 23 de abril de 1673), tío paterno del anterior, hijo de Juliana y de Álvaro de Lencastre, terceros duques de Aveiro. Cuando heredó el título ya era arzobispo titular de Sida, e inquisidor mayor del Reino. Eclesiástico soltero, sucedió por ser él portugués y la hermana del anterior duque vivir en Madrid, casada con un castellano.
6. María de Guadalupe de Lencastre y Cárdenas Manrique, duquesa de Aveiro (1630 — 7 de febrero de 1715), hermana del cuarto duque, Raimundo de Lancastre, sobrina del anterior, casada con el castellano Manuel Ponce de León, duque de los Arcos. Consiguió heredar el ducado de su tío por la promesa judicial de transmitirlo a su segundo hijo, que debería trasladarse a Portugal, dejando el título castellano de los Arcos a su primogénito.
7. Gabriel Ponce de León de Lencastre (1667-1745), hijo de la anterior, fue a residir a Portugal para poder heredar el ducado, muerto sin descendencia.
8. José Mascarenhas da Silva e Lencastre (2 de octubre de 1708 — 13 de enero de 1759); descendiente de los terceros duques de Aveiro (Juliana de Lencastre y Álvaro de Lencastre) en línea recta femenina (por la hija de estos María de Lencastre, marquesa de Gouveia, y por la hija de esta, Juliana de Lencastre, condesa de Santa Cruz, la cual fue abuela paterna del tercer marqués de Gouveia padre de José Mascarenhas, último duque de Aveiro). Consiguió judicialmente el título del ducado, pretendido también por un sobrino del anterior duque Gabriel de Lencastre. Implicado en la conspiración de los Távora, murió ejecutado en Santa María de Belém, Lisboa.

Este ducado fue eliminado totalmente de modo perpetuo por orden real y sentencia judicial en 1759 a causa de la conspiración de los Távora que pretendieron asesinar al rey José I en 1758. El hijo heredero del último duque (a quien el Marqués de Pombal prohibió que se casase), Martinho Mascarenhas de Silva y Lencastre, sexto marqués de Gouveia, dejó sin embargo descendencia ilegítima en la ciudad de Aveiro y en el municipio de Azeitão. 
Todas las propiedades de esta familia ducal fueron confiscadas por la Casa Real en 1760. Todos sus edificios y bienes propios se destruyeron, se entregaron a otros, o se vendieron tras haber sido confiscados por el Estado. Se ordenó picar los escudos de piedra con las armas de los Aveiro, y salar el suelo de sus palacios y fincas. La única propiedad que aún puede mostrar el antiguo poder de esta familia es el gran y suntuoso Palacio de Azeitão, que por desgracia está totalmente abandonado y se encuentra muy degradado.
Son actualmente representantes genealógicos de los Aveiro los marqueses de Lavradio, descendientes legítimos de Francisca das Chagas Mascarenhas, marquesa de Lavradio que fue hermana del octavo y último duque de Aveiro. La baronía Lencastre, legítima, existe aún, pero solo en la familia de los condes de Lousã, que no descienden sin embargo de los duques de Aveiro, sino de Jorge de Lencastre, segundo duque de Coímbra (padre del primer duque de Aveiro) por un hijo de este más joven.
Una rama pasó a Sudamérica durante el siglo XVIII donde se establecieron en Brasil y Argentina y desde este último país algunos pocos pasaron a Uruguay y a Chile. En todos los países citados  entroncaron con las principales familias y sus descendientes han destacado, por méritos propios, en diversos ámbitos de la sociedad.